# 4758 Hermitage
4758 Hermitage è un asteroide della fascia principale del diametro medio di circa 16,7 km. Scoperto nel 1978, presenta un'orbita caratterizzata da un semiasse maggiore pari a 3,2109409 UA e da un'eccentricità di 0,1686698, inclinata di 1,62715° rispetto all'eclittica.